# Peter van Rooijen
Peter van Rooijen (Gouda, 24 november 1983) is een Nederlandse singer-songwriter, theatermaker, cabaretier, tekstschrijver, acteur en stemacteur.  

## Loopbaan
Sinds 2008 is Van Rooijen aangesloten bij Circus Treurdier. Van 2011 tot 2020 was hij aangesloten bij Het Nieuwe Lied. In 2012 won hij, samen met Wilko Sterke, De Wim Sonneveldprijs tijdens het Amsterdams Kleinkunst Festival. In 2015 bracht hij zijn debuutalbum uit, Er is iemand thuis. In 2018 volgde zijn tweede album, Liefde, dood & zwaartekracht. De theatervoorstelling van Liefde, dood & zwaartekracht werd genomineerd voor de Poelifinario 2019, in de categorie Kleinkunst. In 2021 volgde Van Rooijen met de theatervoorstelling Liefde, dood & Bob Ross. In 2023 volgde Liefde, dood & taart, het laatste theaterconcert in de Liefde/dood-trilogie. 
Van Rooijen werd drie jaar op rij genomineerd voor de Annie M.G. Schmidt-prijs, de prijs voor het beste theaterlied van het afgelopen jaar. In 2022 werd hij genomineerd met het lied 'Flikker op met je Panache' uit het programma Liefde, dood & Bob Ross.. In 2023 volgde een nominatie voor het lied 'Goddank' uit de muziektheatervoorstelling BAAAAAA van Circus Treurdier en in 2024 werd Van Rooijen opnieuw genomineerd, ditmaal met het lied 'De sterilisatie van Peter van Rooijen' uit het programma Liefde, dood & taart. In 2024 werd de Poelifinario in de categorie Kleinkunst aan hem toegekend voor Liefde, dood & taart. In 2025 ontving hij van de vakjury de eerste Goudse Popprijs.
In het najaar van 2025 zullen Van Rooijen en zijn band wederom in de theaters te zien zijn, met een 'best of' van alle liedjes uit de afgelopen programma's.

## Muziek
- Ik denk aan jou (single, 2025)
- Liedje voor Loek (single, 2025)
- Liefde, dood & taart (album, 2024)
- Wachten op je geld (single, 2024)
- Bijna II (single, 2024)
- De sterilisatie van Peter van Rooijen (single, 2024)
- Liefde, dood & Bob Ross (album, 2022)
- Flikker op met je panache (single, 2022)
- Allemaal Diamant (single, 2019)
- Liefde, dood & zwaartekracht (album, 2018)
- Er is iemand thuis (album, 2015)

## Voorstellingen
- 2025-2026: The best of Peter van Rooijen & band
- 2023-2024: Liefde, dood & taart - met band
- 2021: Liefde, dood & Bob Ross - met band
- 2018-2020: Liefde, dood & zwaartekracht - met band
- 2015-2016: Nergens veilig
- 2013-2014: Wat doe ik hier?

### Circus Treurdier
- 2025: Wendy Pan
- 2022-2023: As You Like It (i.s.m. De Toneelmakerij)
- 2022-2024: BAAAAAA
- 2019-2020: Het verhaal van Erica Speen (een remake)
- 2017: Night of the Problems
- 2016: De Nachtmis 2016
- 2014: Het Eeuwige Nachtcafé VI - Kerst met Kaak XL
- 2014: Spektakel X
- 2013: Het Eeuwige Nachtcafé V - Het Volk het Land uit!
- 2012: Kerst met Kaak
- 2012: Het Eeuwige Nachtcafé IV
- 2011: Het Eeuwige Nachtcafé III
- 2011: Iedereen te koop (Oerol)
- 2010: Het Eeuwige Nachtcafé II
- 2009: Koenijn = Koning
- 2009: Mannen van Glas
- 2009: Het Eeuwige Nachtcafé
- 2008: Alle dieren komen op

### Musical
- 2010: Here, There and Everywhere
- 2008: Verplichte Figuren

## Film, televisie en radio

### Film
- My Neighbor Totoro - Tatsuo Kusakabe (vader, stem in Nederlandse versie 2020)
- Onward - Barley Lightfoot (stem in Nederlandse versie)
- Spider-Man: Across the Spider-Verse - Inspecteur Singh (stem in Nederlandse versie)
- Wonka - Hoofd van de politie (stem in Nederlandse versie)
- Sonic the Hedgehog 3 - Overige stemmen (stem in Nederlandse versie)
- Transformers One - B-127 (Bumblebee)

### Televisie
- Asterix en Obelix: De strijd van de stamhoofden - Potus (stem in Nederlandse versie)
- Invincible (animatieserie) - Allen the Alien (stem in Nederlandse versie)
- Waffles + Mochi - de Bij (stem in de Nederlandse versie)
- TreurTeeVee - o.a. Uusbief
- Bluey - Vader Bandit (stem in Nederlandse versie)
- Het Klokhuis
- Toon - Andy (2017)
- Oh, mijn hemel... - (2017)
- Villa Achterwerk - The Popgroep
- Even Tot Hier - lid van ensemble van zingende acteurs

### Radio
- Spijkers met Koppen (lid van cabaretteam)

### Tekstschrijver
- Even tot hier
- De Boterhamshow
- Spijkers met koppen
- Het Klokhuis
- Kanniewaarzijn

- International Standard Name Identifier: 0000 0001 3007 1529
- MusicBrainz: d623283d-4c9f-45d1-aea4-559b44e6c849

1. ↑  Nominaties Cabaretprijzen 2019 bekend. Geraadpleegd op 31 maart 2022.
2. ↑  Annie M.G. Schmidtprijs 2021. Geraadpleegd op 31 maart 2022.